# Libor Čapek
Libor Čapek (* 1975) je český chemik a vysokoškolský pedagog, od roku 2022 rektor Univerzity Pardubice.

## Život
Vystudoval obor fyzikální chemie na Fakultě chemicko-technologické Univerzity Pardubice (promoval v roce 1998 a získal titul Ing.). Disertační práci řešil v Ústavu fyzikální chemie J. Heyrovského Akademie věd ČR. V roce 2004 ji obhájil na Univerzitě Pardubice v oboru fyzikální chemie a získal titul Ph.D. Za vynikající studijní výsledky v doktorském studijním programu získal Cenu ministryně školství, mládeže a tělovýchovy. Doktorské studium realizoval ve vědecké skupině Blanky Wichterlové, kde měl mimo jiné možnost podílet se na výzkumu katalyzátorů pro dopravní prostředky. V roce 2009 se stal docentem a v roce 2017 profesorem v oboru fyzikální chemie na Univerzitě Pardubice.
Dlouhodobě se zabývá výzkumem v oblasti heterogenní katalýzy a fotokatalýzy. Jedním z cílů výzkumu je objasnit typ aktivních center odpovědných za průběh chemické reakce. V letech 2019 až 2020 byl proděkanem pro vědu na domovské fakultě a v roce 2020 se stal univerzitním prorektorem pro vědu a rozvoj. Byl současně vedoucím Katedry fyzikální chemie na Fakultě chemicko-technologické.
V lednu 2022 jej prezident ČR Miloš Zeman jmenoval rektorem Univerzity Pardubice, a to s účinností od 1. února 2022. Ve funkci tak vystřídal Jiřího Málka.